# ローレウス世界スポーツ賞
ローレウス世界スポーツ賞（The Laureus World Sports Awards）は、各年に世界のスポーツの各分野で活躍した個人及び団体を選出して称える賞。「スポーツ界のアカデミー賞」として、ダイムラーとリシュモンが共同で創設した。パートナーとしてメルセデス・ベンツとインターナショナル・ウォッチ・カンパニーがサポートを行っている。2018年からは三菱UFJフィナンシャル・グループがパートナーに加わった。1999年創設のローレウスは「ローレウス・ワールド・スポーツ・アカデミー」「ローレウス・スポーツ・フォー・グッド財団」「ローレウス・ワールド・スポーツ・アワード」から構成される、スポーツを通じて社会貢献活動をおこなうプロジェクトであり「スポーツの力をもって社会問題に立ち向かい、スポーツの素晴らしさを世の中に広める」ことを理念とする。

## 概要
現在は8つのカテゴリーで受賞者が選出され、受賞者にはカルティエのデザインによる「ローレウス像」が授与される。各年の受賞候補者は、世界中のスポーツ・ジャーナリストの投票で毎年一度選出され、候補者の中から最終的にローレウス・アカデミー会員の投票で受賞者が決定する。アカデミー会員は各競技の元著名選手で構成される。
第1回は2000年に開催され5月25日にモンテカルロで授賞式が行われた。この際にはネルソン・マンデラがスピーチを行っている。授賞式は毎回盛大に行われるが、2009年は世界的な不況を受けて、派手な式は催されなかった。
最多受賞は計6回(年間最優秀男子選手賞5回・年間最優秀復帰選手賞1回)のロジャー・フェデラー(テニス)で、最多部門受賞は5部門（最優秀男子選手賞、最優秀成長選手賞、最優秀復帰選手賞、スポーツ貢献賞、スポーツアイコン賞）のラファエル・ナダルである。

## 日本人とローレウス
日本人では、大坂なおみが2019年に「年間最優秀成長選手賞」を、2021年に「年間最優秀女子選手賞」を受賞している。他にノミネート歴として2005年の野村忠宏、2010年の国枝慎吾、2011年の澤穂希となでしこジャパン、2018年の上地結衣、2019年の羽生結弦、2021年の桃田賢斗、2022年の国枝慎吾・堀米雄斗・西矢椛・NPO法人モンキーマジック、2025年の堀米雄斗、小田凱人がある。

## 各部門
- 年間最優秀男子選手 (Laureus World Sportsman of the Year):ローレウス世界スポーツ賞年間最優秀男子選手賞（英語版）
- 年間最優秀女子選手 (Laureus World Sportswoman of the Year):ローレウス世界スポーツ賞年間最優秀女子選手賞（英語版）
- 年間最優秀チーム (Laureus World Team of the Year):ローレウス世界スポーツ賞年間最優秀チーム賞（英語版）
- 年間最優秀成長選手 (Laureus World Breakthrough of the Year):ローレウス世界スポーツ賞年間最優秀成長選手賞（英語版）
  - ※2006年までは年間最優秀新人選手 (Laureus World Newcomer of the Year)
- 年間最優秀復帰選手 (Laureus World Comeback of the Year):ローレウス世界スポーツ賞年間最優秀復帰選手賞（英語版）
- 年間最優秀障害者選手 (Laureus World Sportsperson of the Year with a Disability):ローレウス世界スポーツ賞年間最優秀障害者選手賞（英語版）
- 年間最優秀Xスポーツ選手 (Laureus World Action Sportsperson of the Year):ローレウス世界スポーツ賞年間最優秀Xスポーツ選手賞（英語版）
- スピリット・オブ・スポーツ賞 (Laureus Spirit of Sport Award):ローレウス世界スポーツ賞スピリット・オブ・スポーツ賞（英語版）

※2005年に創設
- 偉業達成賞 (Exceptional Achievement Award)

※2013年に創設
- スポーツ貢献賞 (Laureus Sport for Good Award):ローレウス世界スポーツ賞スポーツ貢献賞（英語版）
- 生涯功労賞 (Laureus Lifetime Achievement Award):ローレウス世界スポーツ賞生涯功労賞（英語版）
- スポーツアイコン賞 (Laureus Sporting Icon Award)

※2022年に創設

## 歴代受賞者

### 年間最優秀男子選手賞
| 年   | 受賞者(競技種目)                                  |
| ---- | ------------------------------------------------- |
| 2000 | タイガー・ウッズ(ゴルフ)                          |
| 2001 | タイガー・ウッズ(ゴルフ)                          |
| 2002 | ミハエル・シューマッハ(F1)                        |
| 2003 | ランス・アームストロング(ロードレース)            |
| 2004 | ミハエル・シューマッハ(F1)                        |
| 2005 | ロジャー・フェデラー(テニス)                      |
| 2006 | ロジャー・フェデラー(テニス)                      |
| 2007 | ロジャー・フェデラー(テニス)                      |
| 2008 | ロジャー・フェデラー(テニス)                      |
| 2009 | ウサイン・ボルト(陸上競技)                        |
| 2010 | ウサイン・ボルト(陸上競技)                        |
| 2011 | ラファエル・ナダル(テニス)                        |
| 2012 | ノバク・ジョコビッチ(テニス)                      |
| 2013 | ウサイン・ボルト(陸上競技)                        |
| 2014 | セバスチャン・ベッテル(F1)                        |
| 2015 | ノバク・ジョコビッチ(テニス)                      |
| 2016 | ノバク・ジョコビッチ(テニス)                      |
| 2017 | ウサイン・ボルト(陸上競技)                        |
| 2018 | ロジャー・フェデラー(テニス)                      |
| 2019 | ノバク・ジョコビッチ(テニス)                      |
| 2020 | ルイス・ハミルトン(F1) リオネル・メッシ(サッカー) |
| 2021 | ラファエル・ナダル(テニス)                        |
| 2022 | マックス・フェルスタッペン(F1)                    |
| 2023 | リオネル・メッシ(サッカー)                        |
| 2024 | ノバク・ジョコビッチ(テニス)                      |
| 2025 | アルマンド・デュプランティス（陸上競技）          |

### 年間最優秀女子選手賞
| 年   | 受賞者(競技種目)                               |
| ---- | ---------------------------------------------- |
| 2000 | マリオン・ジョーンズ(陸上競技)                 |
| 2001 | キャシー・フリーマン(陸上競技)                 |
| 2002 | ジェニファー・カプリアティ(テニス)             |
| 2003 | セリーナ・ウィリアムズ(テニス)                 |
| 2004 | アニカ・ソレンスタム(ゴルフ)                   |
| 2005 | ケリー・ホームズ(陸上競技)                     |
| 2006 | ヤニツァ・コステリッチ(アルペンスキー)         |
| 2007 | エレーナ・イシンバエワ(陸上競技)               |
| 2008 | ジュスティーヌ・エナン(テニス)                 |
| 2009 | エレーナ・イシンバエワ(陸上競技)               |
| 2010 | セリーナ・ウィリアムズ(テニス)                 |
| 2011 | リンゼイ・ボン(アルペンスキー)                 |
| 2012 | ビビアン・チェルイヨット(陸上競技)             |
| 2013 | ジェシカ・エニス(陸上競技)                     |
| 2014 | メリッサ・フランクリン(競泳)                   |
| 2015 | ゲンゼベ・ディババ(陸上競技)                   |
| 2016 | セリーナ・ウィリアムズ(テニス)                 |
| 2017 | シモーネ・バイルズ(体操競技)                   |
| 2018 | セリーナ・ウィリアムズ(テニス)                 |
| 2019 | シモーネ・バイルズ(体操競技)                   |
| 2020 | シモーネ・バイルズ(体操競技)                   |
| 2021 | 大坂なおみ(テニス)                             |
| 2022 | エレイン・トンプソン＝ヘラ(陸上競技)           |
| 2023 | シェリー＝アン・フレーザー＝プライス(陸上競技) |
| 2024 | アイタナ・ボンマティ(サッカー)                 |
| 2025 | シモーネ・バイルズ(体操競技)                   |

### 年間最優秀チーム賞
| 年   | 受賞チーム(競技種目)                         |
| ---- | -------------------------------------------- |
| 2000 | マンチェスター・ユナイテッドFC(サッカー)     |
| 2001 | サッカーフランス代表(サッカー)               |
| 2002 | クリケットオーストラリア代表(クリケット)     |
| 2003 | サッカーブラジル代表(サッカー)               |
| 2004 | ラグビーイングランド代表(ラグビー)           |
| 2005 | サッカーギリシャ代表(サッカー)               |
| 2006 | ルノーF1(F1)                                 |
| 2007 | サッカーイタリア代表(サッカー)               |
| 2008 | ラグビー南アフリカ代表(ラグビーユニオン)     |
| 2009 | 2008年北京オリンピックの中国選手団(北京五輪) |
| 2010 | ブラウンGP(F1)                               |
| 2011 | サッカースペイン代表(サッカー)               |
| 2012 | FCバルセロナ(サッカー)                       |
| 2013 | ライダーカップヨーロッパ代表(ゴルフ)         |
| 2014 | バイエルン・ミュンヘン(サッカー)             |
| 2015 | サッカードイツ代表(サッカー)                 |
| 2016 | ラグビーニュージーランド代表(ラグビー)       |
| 2017 | シカゴ・カブス(野球)                         |
| 2018 | メルセデスAMG F1(F1)                         |
| 2019 | サッカーフランス代表(サッカー)               |
| 2020 | ラグビー南アフリカ代表(ラグビーユニオン)     |
| 2021 | バイエルン・ミュンヘン(サッカー)             |
| 2022 | サッカーイタリア代表(サッカー)               |
| 2023 | サッカーアルゼンチン代表(サッカー)           |
| 2024 | サッカースペイン女子代表(サッカー)           |
| 2025 | レアル・マドリード（サッカー）               |

### 年間最優秀成長選手賞
※2006年までは年間最優秀新人選手
| 年   | 受賞者(競技種目)                               |
| ---- | ---------------------------------------------- |
| 2000 | セルヒオ・ガルシア(ゴルフ)                     |
| 2001 | マラト・サフィン(テニス)                       |
| 2002 | ファン・パブロ・モントーヤ(F1)                 |
| 2003 | 姚明(バスケットボール)                         |
| 2004 | ミシェル・ウィー(ゴルフ)                       |
| 2005 | 劉翔(陸上競技)                                 |
| 2006 | ラファエル・ナダル(テニス)                     |
| 2007 | アメリ・モレスモ(テニス)                       |
| 2008 | ルイス・ハミルトン(F1)                         |
| 2009 | レベッカ・アドリントン(競泳)                   |
| 2010 | ジェンソン・バトン(F1)                         |
| 2011 | マルティン・カイマー(ゴルフ)                   |
| 2012 | ローリー・マキロイ(ゴルフ)                     |
| 2013 | アンディ・マレー(テニス)                       |
| 2014 | マルク・マルケス(MotoGP)                       |
| 2015 | ダニエル・リカルド(F1)                         |
| 2016 | ジョーダン・スピース(ゴルフ)                   |
| 2017 | ニコ・ロズベルグ(F1)                           |
| 2018 | セルヒオ・ガルシア(ゴルフ)                     |
| 2019 | 大坂なおみ(テニス)                             |
| 2020 | エガン・ベルナル(ロードレース)                 |
| 2021 | パトリック・マホームズ(アメリカンフットボール) |
| 2022 | エマ・ラドゥカヌ(テニス)                       |
| 2023 | カルロス・アルカラス(テニス)                   |
| 2024 | ジュード・ベリンガム(サッカー)                 |
| 2025 | ラミン・ヤマル(サッカー)                       |

### 年間最優秀復帰選手賞
| 年   | 受賞者(競技種目)                       |
| ---- | -------------------------------------- |
| 2000 | ランス・アームストロング(ロードレース) |
| 2001 | ジェニファー・カプリアティ(テニス)     |
| 2002 | ゴラン・イワニセビッチ(テニス)         |
| 2003 | ロナウド(サッカー)                     |
| 2004 | ヘルマン・マイヤー(アルペンスキー)     |
| 2005 | アレッサンドロ・ザナルディ(WTCC)       |
| 2006 | マルチナ・ヒンギス(テニス)             |
| 2007 | セリーナ・ウィリアムズ(テニス)         |
| 2008 | ポーラ・ラドクリフ(陸上競技)           |
| 2009 | ビタリ・クリチコ(ボクシング)           |
| 2010 | キム・クライシュテルス(テニス)         |
| 2011 | バレンティーノ・ロッシ(MotoGP)         |
| 2012 | ダレン・クラーク(ゴルフ)               |
| 2013 | フェリックス・サンチェス(陸上競技)     |
| 2014 | ラファエル・ナダル(テニス)             |
| 2015 | スカルク・バーガー(ラグビー)           |
| 2016 | ダン・カーター(ラグビー)               |
| 2017 | マイケル・フェルプス(競泳)             |
| 2018 | ロジャー・フェデラー(テニス)           |
| 2019 | タイガー・ウッズ(ゴルフ)               |
| 2020 | ソフィア・フローシュ(AutoGP)           |
| 2021 | マックス・パロット(スノーボード)       |
| 2022 | スカイ・ブラウン(スケートボード)       |
| 2023 | クリスティアン・エリクセン(サッカー)   |
| 2024 | シモーネ・バイルズ(体操競技)           |
| 2024 | レベッカ・アンドラーデ(体操競技)       |

### 年間最優秀障害者選手賞
| 年   | 受賞者(競技種目)                                        |
| ---- | ------------------------------------------------------- |
| 2000 | ルイーズ・ソバージュ(陸上競技)                          |
| 2001 | ヴィニー・ロワース(ヨット単独世界一周)                  |
| 2002 | エステル・フェルヘール(車いすテニス)                    |
| 2003 | マイケル・ミルトン(アルペンスキー)                      |
| 2004 | アール・コナー(陸上競技)                                |
| 2005 | シャンタル・プチクレール(車いす陸上競技)                |
| 2006 | エレンスト・ヴァン・ダイク(車いすマラソン)              |
| 2007 | マルティン・ブラクセンターラー(アルペンスキー)          |
| 2008 | エステル・フェルヘール(車いすテニス)                    |
| 2009 | ダニエル・ディアス(競泳)                                |
| 2010 | ナタリー・デュトワ(競泳)                                |
| 2011 | ベレーナ・ベンテレ(バイアスロン/クロスカントリースキー) |
| 2012 | オスカー・ピストリウス(陸上競技)                        |
| 2013 | ダニエル・ディアス(競泳)                                |
| 2014 | マリー・ボシェ(アルペンスキー)                          |
| 2015 | タチアナ・マクファデン(車いすマラソン)                  |
| 2016 | ダニエル・ディアス(競泳)                                |
| 2017 | ベアトリーチェ・ビオ(車いすフェンシング)                |
| 2018 | マルセル・フグ(陸上競技)                                |
| 2019 | ヘンリエッタ・ファルカショバ(アルペンスキー)            |
| 2020 | オクサナ・マスターズ(自転車競技)                        |
| 2021 | 該当者なし                                              |
| 2022 | マルセル・フグ(陸上競技)                                |
| 2023 | カトリーヌ・デブルナー(車いす陸上競技)                  |
| 2024 | ディーデ・デ・グロート(車いすテニス)                    |
| 2025 | ジャン・ユーヤン(競泳)                                  |

### 年間最優秀Xスポーツ選手賞
| 年   | 受賞者(競技種目)                                              |
| ---- | ------------------------------------------------------------- |
| 2000 | ショーン・パーマー(スノーボード)                              |
| 2001 | マイク・ホーン(探検家)                                        |
| 2002 | ボブ・バーンクイスト(スケートボード)                          |
| 2003 | ディーン・ポッター(フリークライミング)                        |
| 2004 | レイン・ビーチリー(サーフィン)                                |
| 2005 | エレン・マッカーサー(セーリング)                              |
| 2006 | アンジェロ・ダリーゴ(ハンググライダー)                        |
| 2007 | ケリー・スレーター(サーフィン)                                |
| 2008 | ショーン・ホワイト(スノーボード/スケートボード)               |
| 2009 | ケリー・スレーター(サーフィン)                                |
| 2010 | ステファニー・ギルモア(サーフィン)                            |
| 2011 | ケリー・スレーター(サーフィン)                                |
| 2012 | ケリー・スレーター(サーフィン)                                |
| 2013 | フェリックス・バウムガルトナー(スカイダイビング)              |
| 2014 | ジェイミー・ベストウィック(BMX)                               |
| 2015 | アラン・ユースタス(スカイダイビング)                          |
| 2016 | ヤン・フロデノ(トライアスロン)                                |
| 2017 | レイチェル・アサートン(ダウンヒル（DHI）＆フォークロス（4X）) |
| 2018 | アルメル・ルクレアク(セーリング)                              |
| 2019 | クロエ・キム(スノーボード)                                    |
| 2020 | クロエ・キム(スノーボード)                                    |
| 2021 | 該当者なし                                                    |
| 2022 | ベサニー・シュリーバー(BMX)                                   |
| 2023 | 谷愛凌(フリースタイルスキー)                                  |
| 2024 | アリサ・トゥルー(スケートボード)                              |
| 2025 | トム・ピドコック(マウンテンバイク)                            |

### スピリット・オブ・スポーツ賞
※2005年に創設
- 2005年　 ボストン・レッドソックス(野球)
- 2006年　 バレンティーノ・ロッシ(MotoGP)
- 2007年　 FCバルセロナ(サッカー)
- 2008年　 ディック・パウンド(WADA)
- 2009年　該当者なし
- 2010年　該当者なし
- 2011年　 ライダーカップヨーロッパ代表(ゴルフ)
- 2012年　該当者なし
- 2013年　該当者なし
- 2014年　 クリケットアフガニスタン代表(クリケット)
- 2015年　 姚明(バスケットボール)
- 2016年　 ヨハン・クライフ(サッカー)
- 2017年　 レスター・シティFC(サッカー)
- 2018年　該当者なし
- 2019年　 リンゼイ・ボン(アルペンスキー)
- 2020年　該当者なし
- 2021年　該当者なし
- 2022年　該当者なし
- 2023年　該当者なし
- 2024年　該当者なし
- 2025年　該当者なし

### 偉業達成賞
※2013年に創設
- 2013年　 マイケル・フェルプス(競泳)
- 2014年　該当者なし
- 2015年　 李娜(テニス)
- 2016年　該当者なし
- 2017年　該当者なし
- 2018年　 フランチェスコ・トッティ(サッカー)
- 2019年　 エリウド・キプチョゲ(陸上競技)
- 2020年　 スペインバスケットボール連盟
- 2021年　該当者なし
- 2022年　 ロベルト・レヴァンドフスキ(サッカー)
- 2023年　該当者なし
- 2024年　該当者なし
- 2025年　該当者なし

### スポーツ貢献賞
- 2000年　 ユーニス・ケネディ・シュライバー(スペシャルオリンピックス創設)
- 2001年　 キプチョゲ・ケイノ(陸上競技)
- 2002年　 ピーター・ブレイク(ヨット)
- 2003年　該当者なし
- 2004年　 マサーレ青少年スポーツ協会、 クリケットインド代表、 クリケットパキスタン代表(クリケット)
- 2005年　 ジェリー・ストーリー(ボクシング)
- 2006年　 ユルゲン・グリースベック(ストリートフットボールワールド)
- 2007年　 ルーク・ダウニー(ボクシング)
- 2008年　 ブレンダン・トゥーイ、ショーン・トゥーイ(PPI、バスケットボール)
- 2009年　該当者なし
- 2010年　 ディケンベ・ムトンボ(バスケットボール)
- 2011年　 メイ・エル＝カリル(マラソン)
- 2012年　 ライー(サッカー)
- 2013年　該当者なし
- 2014年　 マジック・バス(NGO)
- 2015年　 スケーティスタン(国際青少年NGO)
- 2016年　 MOVING THE GOALPOSTS（サッカー）
- 2017年　 Waves for Change（サーフィン）
- 2018年　 Active Communities Network
- 2019年　 Yuwa-India（英語版）（女子サッカー）
- 2020年    South Bronx United（サッカー）
- 2021年　 Kickformore by Kickfair（サッカー）
- 2022年　 Lost Boyz Inc.（野球・ソフトボール）
- 2023年　 TeamUp
- 2024年　 ラファ・ナダル財団（テニス）
- 2025年　 Kick4Life（サッカー）

### 生涯功労賞
- 2000年　 ペレ(サッカー)
- 2001年　 スティーヴ・レッドグレーヴ(ボート)
- 2002年　 ピーター・ブレイク(ヨット)
- 2003年　 ゲーリー・プレーヤー(ゴルフ)
- 2004年　 アルネ・ネス(登山家)
- 2005年　該当者なし
- 2006年　 ヨハン・クライフ(サッカー)
- 2007年　 フランツ・ベッケンバウアー(サッカー)
- 2008年　 セルゲイ・ブブカ(陸上競技)
- 2009年　該当者なし
- 2010年　 ナワル・エル・ムータワキル(陸上競技)
- 2011年　 ジネディーヌ・ジダン(サッカー)
- 2012年　 ボビー・チャールトン(サッカー)
- 2013年　 セバスチャン・コー(陸上競技)
- 2014年　該当者なし
- 2015年　該当者なし
- 2016年　 ニキ・ラウダ(F1)
- 2017年　該当者なし
- 2018年　 エドウィン・モーゼス（パラ陸上競技）
- 2019年　 アーセン・ベンゲル(サッカー)
- 2020年　 ダーク・ノヴィツキー（バスケットボール）
- 2021年　 ビリー・ジーン・キング(テニス）
- 2022年　 トム・ブレイディ（アメリカンフットボール）
- 2023年　該当者なし
- 2024年　該当者なし
- 2025年　 ケリー・スレーター（サーフィン）

### スポーツインスピレーション
- 2017年　 2016年リオデジャネイロオリンピックの難民選手団
- 2018年　 J・J・ワット (アメリカンフットボール)
- 2019年　該当者なし
- 2020年　該当者なし
- 2021年　 モハメド・サラー(サッカー)
- 2022年　該当者なし
- 2023年　該当者なし
- 2024年　該当者なし
- 2025年　該当者なし

### スポーツ・アイコン賞
※2022年に創設
- 2022年　 バレンティーノ・ロッシ（MotoGP）
- 2023年　該当者なし
- 2024年　該当者なし
- 2025年　 ラファエル・ナダル（テニス）

## ローレウス・アカデミー会員
- 実行委員会
  - 委員長・・・エドウィン・モーゼス
  - 副委員長・・・ショーン・フィッツパトリック、モニカ・セレシュ
  - 委員・・・デイリー・トンプソン、ロビー・ナッシュ、タニ・グレイ＝トンプソン、スティーヴ・ウォー、マルセル・デサイー

| 人数 | 国籍                     | 会員名(競技種目) |
| ---- | ------------------------ | --- |
| 13   | アメリカ合衆国           | マーカス・アレン(アメリカンフットボール) マービン・ハグラー(ボクシング) トニー・ホーク(スケートボード) マイケル・ジョンソン(陸上競技) ダン・マリーノ(アメリカンフットボール) ジョン・マッケンロー(テニス) エドウィン・モーゼス(陸上競技) ロビー・ナッシュ(ウインドサーフィン、カイトサーフィン) マルチナ・ナブラチロワ(テニス) ジャック・ニクラス(ゴルフ) モニカ・セレシュ(テニス) ウィリー・シューメーカー※(競馬) マーク・スピッツ(競泳) |
| 4    | イギリス                 | セバスチャン・コー(陸上競技) タニ・グレイ＝トンプソン(車いす陸上競技) デイリー・トンプソン(陸上競技) スティーヴ・レッドグレーヴ(ボート) |
| 4    | オーストラリア           | ドーン・フレーザー(競泳) キャシー・フリーマン(陸上競技) スティーヴ・ウォー(クリケット) マイケル・ドゥーハン(モーターサイクル) |
| 3    | ドイツ                   | フランツ・ベッケンバウアー(サッカー) ボリス・ベッカー(テニス) カタリナ・ヴィット(フィギュアスケート) |
| 3    | 南アフリカ共和国         | マイク・ホーン(探検家) ゲーリー・プレーヤー(ゴルフ) モーン・ド・プレッシ(ラグビー) |
| 2    | イタリア                 | ジャコモ・アゴスチーニ(モーターサイクル) アルベルト・トンバ(アルペンスキー) |
| 2    | スペイン                 | セベ・バレステロス※(ゴルフ) ミゲル・インドゥライン(自転車競技) |
| 2    | ニュージーランド         | ピーター・ブレイク※(ヨット) ショーン・フィッツパトリック(ラグビー) |
| 2    | イングランド             | イアン・ボーサム(クリケット) ボビー・チャールトン(サッカー) |
| 2    | ルーマニア               | ナディア・コマネチ(体操) イリ・ナスターゼ(テニス) |
| 2    | フランス                 | マルセル・デサイー(サッカー) ダビド・ドゥイエ(柔道) |
| 1    | ウクライナ               | セルゲイ・ブブカ(陸上競技) |
| 1    | 中国                     | トウ亞萍(卓球) |
| 1    | インド                   | カピル・デヴ(クリケット) |
| 1    | ブラジル                 | エマーソン・フィッティパルディ(モーターレース) |
| 1    | フィンランド             | ミカ・ハッキネン(モーターレース) |
| 1    | ケニア                   | キプチョゲ・ケイノ(陸上競技) |
| 1    | オーストリア             | フランツ・クラマー(アルペンスキー) |
| 1    | モロッコ                 | ナワル・エル・ムータワキル(陸上競技) |
| 1    | ロシア                   | アレクセイ・ネモフ(体操) |
| 1    | アルゼンチン             | ヒューゴ・ポルタ(ラグビー) |
| 1    | アンティグア・バーブーダ | ヴィヴ・リチャーズ(クリケット) |

※故人